# (37162) 2000 WV9
(37162) 2000 WV9 est un objet de la ceinture principale extérieure de 5,951 km de diamètre découvert en 2000.

## Description
(37162) 2000 WV9 a été découvert le 22 novembre 2000 à l'observatoire Farpoint, à Eskridge, dans l'État américain du Kansas, par Gary Hug.

### Caractéristiques orbitales
L'orbite de cet astéroïde est caractérisée par un demi-grand axe de 3,24 ua, un périhélie de 2,84 ua, une excentricité de 0,12 et une inclinaison de 2,75° par rapport à l'écliptique. Du fait de ces caractéristiques, à savoir un demi-grand axe entre 3,2 et 4,6 ua, il est classé, selon la JPL Small-Body Database, comme objet de la ceinture principale extérieure.

### Caractéristiques physiques
(37162) 2000 WV9 a une magnitude absolue (H) de 14,6 et un albédo estimé à 0,055, ce qui permet de calculer un diamètre de 5,951 km. Ces résultats ont été obtenus grâce aux observations du Wide-Field Infrared Survey Explorer (WISE), un télescope spatial américain mis en orbite en 2009 et observant l'ensemble du ciel dans l'infrarouge, et publiés en 2011 dans un article présentant les premiers résultats concernant les astéroïdes de la ceinture principale.